# Keiko, me wo sumasete
Keiko, me wo sumasete (jap. ケイコ目を澄ませて, internationaler Titel: Small, Slow But Steady) ist ein japanisch-französischer Film von Shô Miyake. Der Film hat seine Weltpremiere am 13. Februar 2022 bei den 72. Internationalen Filmfestspielen Berlin in der Sektion „Encounters“ und ist inspiriert von der Autobiografie von Keiko Ogasawaras, einer taubstummen Boxerin.

## Handlung
Keiko ist taubstumm und trainiert täglich im ältesten Box-Club Japans. Dessen Präsident Katsumi und ihre Trainer Makoto und Shintaro haben sich gut auf ihre Einschränkung eingestellt, sodass sie sogar Wettkämpfe bestreiten kann. Das Gym ist wie ein zweites Zuhause für sie, doch nach zwei Siegen befallen sie diffuse Ängste. Zudem will Keikos Mutter Kiyomi, dass sie mit dem Boxen aufhört.
Katsumi hat gesundheitliche Probleme und verliert zunehmend das Augenlicht. Dazu kommt, dass mehr und mehr Mitglieder kündigen und der Box-Club vor dem Aus steht. Der Präsident vermittelt Keiko an ein anderes Gym, sodass sie sich angemessen auf ihren dritten Kampf vorbereiten kann. Am Tag des Kampfes ist sie jedoch nicht konzentriert und verliert. Schließlich fasst sie sich ein Herz und teilt Katsumi per Brief mit, mit dem Boxen pausieren zu wollen.

## Rezeption
Auf der Seite der Berlinale heißt es, der Film sei „eine beeindruckende Charakterstudie mit einer unvergesslichen Yukino Kishii in der Hauptrolle“. Miyake nähere sich „dieser Geschichte über Willensstärke, die auf die Probe gestellt wird, […] mit messerscharfer Präzision und größtem Gespür für authentische Emotionen“.

## Auszeichnungen und Nominierungen
Der Film konkurriert bei den Internationalen Filmfestspielen Berlin 2022 als Bester Film, für die Beste Regie und um den Spezialpreis der Jury in der Sektion „Encounters“.